# Dieter Unruh
Dieter Unruh (* 11. August 1927 in Stolp; † 12. Oktober 2003 in Carpin) war ein deutscher Schauspieler, Regisseur, Intendant und Hörspielsprecher.

## Leben
Der 1927 in Stolp geborene Dieter Unruh war mindestens von 1962 bis 1976 am Volkstheater Rostock engagiert. Ebenfalls bis 1976 war er Leiter der 1968 gegründeten Staatlichen Schauspielschule Rostock. Beide Aufgaben beendete er, da er am Theater Stralsund zum Intendanten berufen wurde. Von 1980 bis 1993 fand er neue künstlerische Aufgaben am Friedrich-Wolf-Theater in Neustrelitz. Zusätzlich war er ab 1982 bis 1992 Regisseur vieler Theaterstücke in plattdeutscher Sprache und künstlerischer Leiter an der Niederdeutschen Bühne in Neubrandenburg. Viele Jahre wirkte er auch im Sommer bei den Störtebeker-Festspielen auf der Naturbühne in  Ralswiek auf der Insel Rügen mit.      In mehreren Produktionen der DDR-Filmgesellschaft DEFA und dem Fernsehen der DDR stand er vor der Kamera. Im Zusammenhang mit seiner Schauspielertätigkeit am Volkstheater Rostock erschienen mehrere Schallplatten. Er war mit der Schauspielerin Bettina Unruh (geb. Mahr) verheiratet.
Dieter Unruh verstarb 2003 in Carpin im Landkreis Mecklenburgische Seenplatte im Süden Mecklenburg-Vorpommerns im Alter von 76 Jahren.

## Filmografie
- 1964: Das Leben meines Bruders[5]
- 1966: Reise ins Ehebett
- 1981: Polizeiruf 110: Auftrag per Post (Fernsehreihe)
- 1987: Vernehmung der Zeugen
- 1990: Barfuß ins Bett (Fernsehserie, 1 Episode)

## Theater

### Schauspieler
- 1962: Rafael Solana: Das Konzert der Marionette (René Meunier) – Regie: Hanns Anselm Perten (Volkstheater Rostock)
- 1962: Georg Büchner: Dantons Tod (Desmoulins) – Regie: Hanns Anselm Perten (Volkstheater Rostock)
- 1962: Ralph Wiener: Geschichten meiner Frau (Ehepascha) – Regie: Ettore Gaipa (Volkstheater Rostock)
- 1963: William Shakespeare: Was ihr wollt – Regie: Hanns Anselm Perten (Ernst-Barlach-Theater Güstrow)
- 1964: Kurt Barthel: Terra incognita (Ustinow, Geologe) – Regie: Hanns Anselm Perten (Volkstheater Rostock)
- 1965: Peter Weiss: Die Verfolgung und Ermordung Jean Paul Marats dargestellt durch die Schauspielgruppe des Hospizes zu Charenton unter Anleitung des Herrn de Sade (Jacques Roux) – Regie: Hanns Anselm Perten (Volkstheater Rostock)
- 1966: Ariadna Tur/Pjotr Tur: Der Patriot (Oberst Rubzow) – Regie: Georg Lichtenstein (Volkstheater Rostock)
- 1968: Bertolt Brecht: Flüchtlingsgespräche (Kalle) – Regie: Hans Bunge (Volkstheater Rostock – Theater für Prozesse)
- 1969: Gert Billing: Das Uhrenständchen (Robert Stein, Journalist) – Regie: Horst Ziethen (Volkstheater Rostock – Kleines Haus)
- 1969: Heinz Hall/Manfred Nitzschke: Ein Strom, der Liebe heißt – Regie: Hanns Anselm Perten (Volkstheater Rostock)
- 1970: Ernst Bruun Olsen: Wohin ging Nora? (Borge) – Regie: Harry Erlich (Volkstheater Rostock)
- 1971: Hans José Rehfisch: Strafsache Doktor Helbig (Dr. Helbig) – Regie: Siegfried Böttcher (Volkstheater Rostock)
- 1973: Friedrich Wolf: Die Matrosen von Cattaro (Franz Rasch) – Regie: Siegfried Böttger (Volkstheater Rostock)
- 1974: Friedrich Dürrenmatt: Abendstunde im Spätherbst (M. F. Korbes, Schriftsteller) – Regie: Ulrich Voss (Volkstheater Rostock)
- 1975: Claus Hammel: Rom oder die zweite Erschaffung der Welt (Siggelkow, Arzt) – Regie: Hanns Anselm Perten (Volkstheater Rostock)
- 1976: Rainer Kerndl: Nacht mit Kompromissen (Hüttenwerker) – Regie: Siegfried Böttger (Volkstheater Rostock)
- 1978: Peter Hacks: Ein Gespräch im Hause Stein über den abwesenden Herrn von Goethe – Regie: Hans Bunge (Theater Stralsund)
- 1979: Armin Stolper: Dienstreisende (Gubanow) – Regie: Armin Stolper (Theater Stralsund)
- 1983: Uwe Saeger: Im Glashaus (Bezirksfunktionär) – Regie: Ekkehard Dennewitz (Friedrich-Wolf-Theater Neustrelitz)
- 1984: Helmut Sakowski: Daniel Druskat (Gomolla) – Regie: J. A. Weindich (Friedrich-Wolf-Theater Neustrelitz)
- 1993: Friedrich Schiller: Kabale und Liebe – Regie: Peter Lüdi (Landestheater Mecklenburg Neustrelitz)
- 1993: Rudi Strahl: Wie einer Pirat wird (Steuermann/Bauer/Bürger) – Regie: Roland Oehme (Störtebeker-Festspiele Ralswiek)
- 1994: Kampf um Stockholm (Sprecher) – Regie: Roland Oehme (Störtebeker-Festspiele Ralswiek)

### Regisseur
- 1984: Hartmut Boek: Vadder Kruse (Niederdeutsche Bühne Neubrandenburg)
- 1992: Petra Blume: Rommé to Drütt (Niederdeutsche Bühne Neubrandenburg)

## Hörspiele
- 1966: Peter Weiss: Die Verfolgung und Ermordung Jean Paul Marats dargestellt durch die Schauspielgruppe des Hospizes zu Charenton unter Anleitung des Herrn de Sade (Jacques Roux) – Regie: Hanns Anselm Perten (Hörspielbearbeitung – Rundfunk der DDR)
- 1968: Peter Weiss: Vietnam-Diskurs – Regie: Hanns Anselm Perten (Hörspiel – Litera)
- 1968: Harriet Beecher Stowe: Onkel Toms Hütte (Mr. Shelby, Farmer) – Regie: Christine van Santen (Kinderhörspiel – Litera)
- 1969: Benno Pludra: Tambari (Ole Heisler) – Regie: Andreas Scheinert (Kinderhörspiel – Litera)